# Paçoca
Paçoca ou paçoca de carne é um prato típico da culinária do Brasil. De origem indígena, é feita à base de farinha de mandioca e carne seca.

## Etimologia
O termo "paçoca" procede do termo tupi pa'soka, termo este formado pela junção de paba, terminar, com soka, socar, numa alusão ao modo como era originalmente feita: enfiando a paçoca (farinha com carne) com carne em um moinho.

## Ocorrência

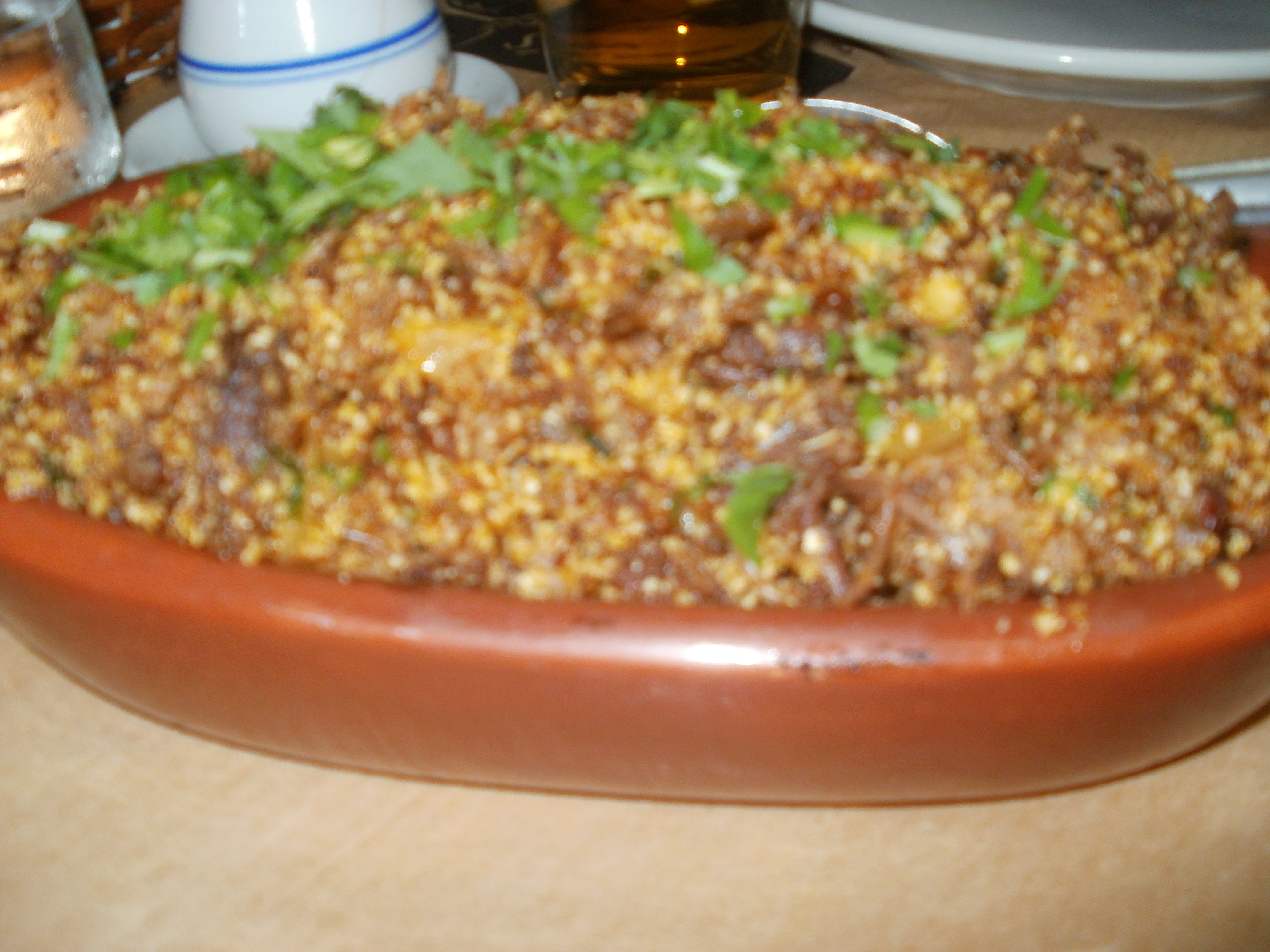
Paçoca num restaurante de culinária nordestina no Rio de Janeiro.

No Nordeste do Brasil, a paçoca é um prato típico e muito degustado durante os festejos juninos.
Na região Norte a paçoca de carne tem bastante destaque em Roraima, sendo considerada um importante prato típico. Nessa região é produzida em uma única edição a maior paçoca de carne do mundo. No ano de 2016 foi feita uma paçoca pesando 775 kg na cidade de Boa Vista, utilizando 500 kg de carne.
Na região Sudeste, existe um evento anual chamado Festa Nacional da Paçoca, que festeja a paçoca tradicional feita de carne bovina em Bonito de Minas, Minas Gerais. Em São Paulo, na cidade de Pilar do Sul, existe o Festival da Paçoca.
Na região Sul, no Paraná, a paçoca também faz parte da tradição culinária em muitas cidades, sendo uma herança da tradição cultural africana. Ainda na região sul, existe uma variedade de paçoca, onde a receita ganhou um incremento especial, sendo adicionado o pinhão, semente do pinheiro araucária, como um ingrediente diferencial. Nas serras paranaenses e catarinenses, onde a semente é bem comum, é possível encontrar esse prato. Normalmente misturam-se os ingredientes, juntamente com a carne  e deixa tudo moído.